# Anatkina interrupta
Anatkina interrupta är en insektsart som beskrevs av Young 1986. Anatkina interrupta ingår i släktet Anatkina och familjen dvärgstritar. Inga underarter finns listade i Catalogue of Life.